# 奥坦河畔巴泽耶
奧坦河畔巴泽耶（法語：Bazeilles-sur-Othain，法語發音：[bazɛj syʁ ɔtɛ̃]）是法国默兹省的一个市镇，属于凡尔登区。

## 地理
奥坦河畔巴泽耶（49°29'48"N, 5°25'41"E）面积7.66 平方千米，位于法国大東部大區默兹省，该省份为法国西北部内陆省份，北与比利时接壤，西接马恩省和阿登省，南至上马恩省和孚日省，东临默尔特-摩泽尔省。
与奥坦河畔巴泽耶接壤的市镇（或旧市镇、城区）包括：沃洛讷、奥特、弗拉西尼、伊雷勒塞克、蒙梅迪、维莱克卢瓦。

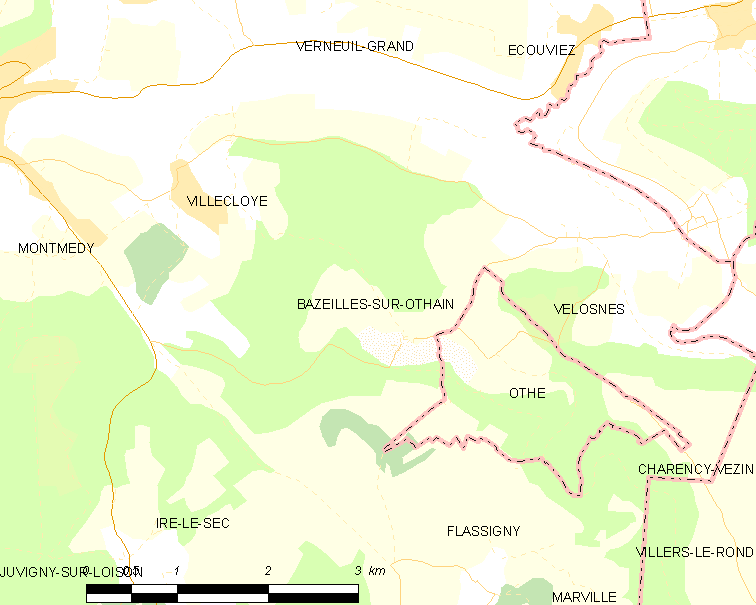
奥坦河畔巴泽耶的OSM定位图

奥坦河畔巴泽耶的时区为UTC+01:00、UTC+02:00（夏令时）。

## 行政
奥坦河畔巴泽耶的邮政编码为55600，INSEE市镇编码为55034。

## 政治
奥坦河畔巴泽耶所属的省级选区为蒙梅迪县。

## 人口

1962-2008年间奥坦河畔巴泽耶人口变化图示

奥坦河畔巴泽耶于2022年1月1日时的人口数量为109人。